# Viktor Ekbom
Viktor Ekbom (* 1. Juni 1989) ist ein schwedischer Eishockeyspieler (Verteidiger), der seit 2018 beim Frölunda HC in der Svenska Hockeyligan unter Vertrag steht.

## Karriere
Ekbom begann seine Karriere beim Skövde IK in der J20 Elit, einer Junioren-Eishockeyliga in Schweden. In der Saison 2005/06 wurde er erstmals vom Skövde IK in der Division 1, der dritthöchsten schwedischen Eishockeyliga eingesetzt.
In der Saison 2008/09 spielte er mit dem Linköpings HC erstmals in den Elitserien, der höchsten schwedischen Eishockeyliga. Ekbom wurde im NHL Entry Draft 2009 in der sechsten Runde an 181. Stelle von den Pittsburgh Penguins ausgewählt. Zwischen 2007 und 2010 spielte er zudem für den IK Oskarshamn in der zweithöchsten schwedischen Profiliga, der HockeyAllsvenskan. Zum Ende der Saison 2010/11 absolvierte er ein Amateur Try-Out bei den Wilkes-Barre/Scranton Penguins in der AHL, dem Farmteam des National-Hockey-League-Franchises Pittsburgh Penguins. Ekbom blieb in seinen drei Spielen dort torlos.
Die Pittsburgh Penguins verzichteten am 31. Mai 2011 auf ihre im NHL Entry Draft 2009 erworbenen Rechte an Ekbom, was ihm die Teilnahme an den NHL Entry Draft 2011 ermöglicht hätte. Stattdessen unterzeichnete Ekbom einen Zweijahresvertrag beim finnischen SM-liiga-Klub Tappara, bei welchem er allerdings nur in der Saison 2011/12 spielte.
2012 wurde Ekbom als Ersatz für den nach Schweden zurückkehrenden Jens Olsson vom EHC Red Bull München für ein Jahr verpflichtet.

### International
Mit der schwedischen U20-Nationalmannschaft gewann Ekbom bei der U20-Junioren-Weltmeisterschaft 2009 die Silbermedaille.

## Erfolge und Auszeichnungen
- 2009 Silbermedaille bei der U20-Junioren-Weltmeisterschaft
- 2019 Champions-Hockey-League-Gewinn mit dem Frölunda HC

## Karrierestatistik

### International
(Legende zur Spielerstatistik: Sp oder GP = absolvierte Spiele; T oder G = erzielte Tore; V oder A = erzielte Assists; Pkt oder Pts = erzielte Scorerpunkte; SM oder PIM = erhaltene Strafminuten; +/− = Plus/Minus-Bilanz; PP = erzielte Überzahltore; SH = erzielte Unterzahltore; GW = erzielte Siegtore; 1 Play-downs/Relegation; Kursiv: Statistik nicht vollständig)